# قانون شرمن

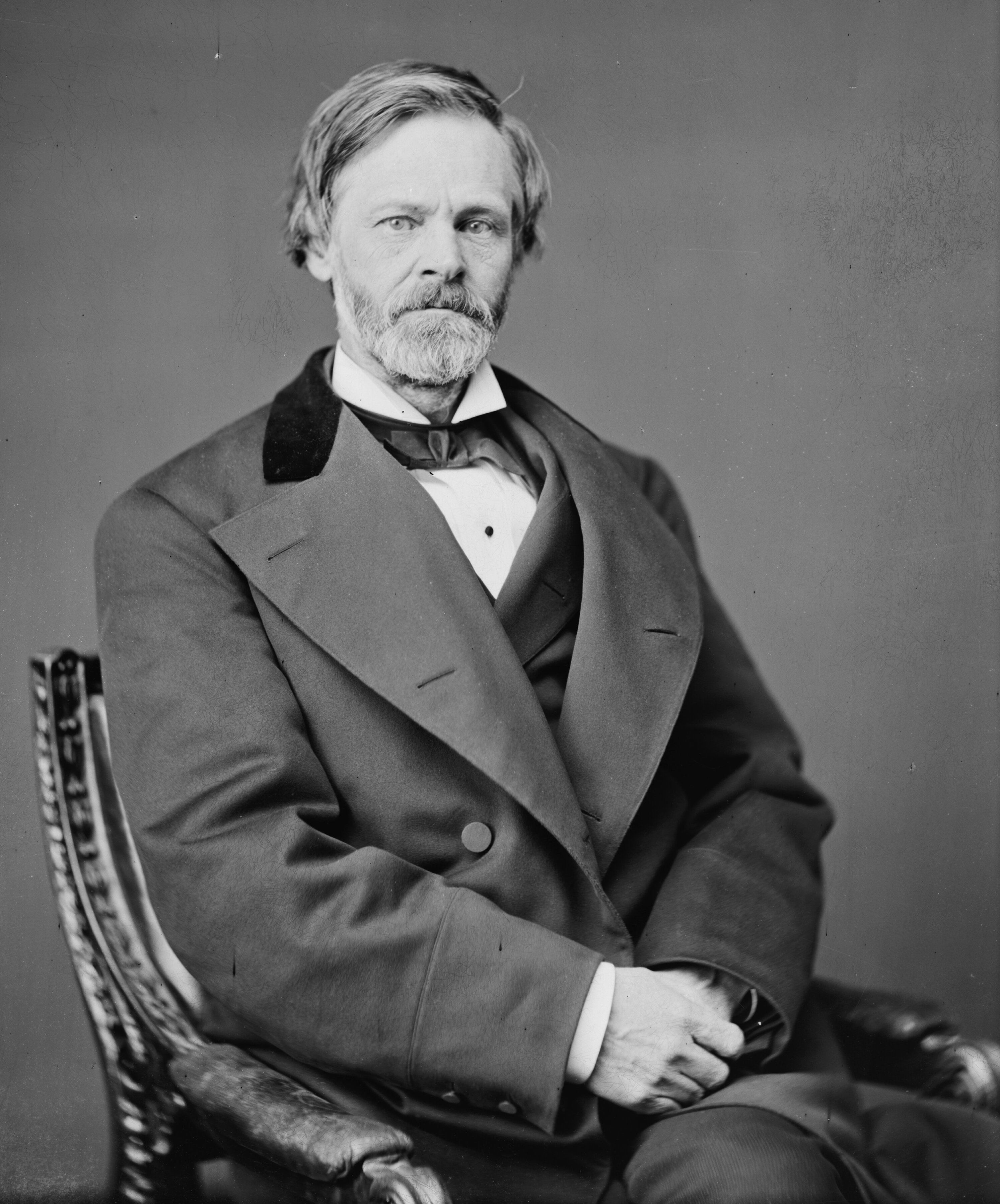
جان شرمن

قانون ضد تراست شرمن ۱۸۹۰ (به انگلیسی: The Sherman Antitrust Act) یک قانون ضد تراست در ایالات متحده است که قاعده رقابت آزاد در میان آنها که در یک تجارت فعایت می‏‌کنند را تجویز می‌‏نماید. این قانون توسط کنگره به تصویب رسید و به نام مولف اصلیش سناتور جان شرمن نامگذاری شد.

## سیستم اقتصادی پویا و آزاد تر برای آمریکا
آمریکا با اتخاذ قانون فدرال جدیدی به نام قانون ضد تراست شرمن در سال ۱۸۹۰، خود را پایه‌گذار قوانین رقابتی معرفی کرده و آینده بازار در سیستم آمریکایی را به نحو قابل ملاحظه‌ای تحکیم بخشید. برای اولین بار در تاریخ آمریکا، دولت ملی مسئولیت نظارت و در صورت لزوم تحت تعقیب قانونی قرار دادن انحصارات و کارتل‌های تثبیت‌کننده قیمت را بر عهده گرفته بود. با گذشت زمان، نتایج این قانون، که توسط صاحبان صنایع در زمان تصویب آن مردود شناخته شده بود، مشخص شد. قانون جدید با محدود کردن توانایی فعالیت‌های تجاری برای تسلط بر رقبای خود در بازار، باعث پویا تر و بازتر شدن سیستم اقتصادی آمریکا پیش روی رقبا و تکنولوژی‌های جدید شد. قرن بعدی شاهد توسعه اقتصادی عظیم و افزایش استانداردهای زندگی در آمریکا بود.
کنگره آمریکا این قانون را در دوره تغییرات آشفته اقتصادی در آمریکا تصویب کرد، یعنی زمانی که تکنولوژی‌های جدید تولید انبوه انواع مختلف کالاهای کارخانه‌ای باعث ایجاد «فعالیت‌های تجاری بزرگ» شده و شبکه‌های تعریض یافته توزیع که پس از استاندارد کردن فاصله میان دو ریل راه‌آهن در دوران پس از جنگ‌های داخلی مجموعه‌ای از بازارهای منطقه‌ای را به اقتصاد داخلی متصل می‌کردند. در حالی که این تغییرات بنیادی حاکی از کارایی اقتصادی بهتر در مقایسه با گذشته بودند در همان زمان کل صنایع درکنترل انحصارات یا کارتل‌ها بودند. باید اشاره شود که کارتل، گروهی از کمپانی‌های رقیب است که برای کاهش رقابت میان خود توافق به تعیین قیمت یا اتخاذ اقدامات دیگر می‌کنند. کنگره با اعمال قانون ضد تراست برای متوقف کردن این روش، توسعه تجارت آزاد در سیستم آمریکایی را به جای دستکاری بازار از پشت صحنه توسط شرکت‌های خصوصی قدرتمند به سمت رقابت سوق داد. اما کنگره چگونه سیاست رقابت آزاد را در سال ۱۸۹۰ اتخاذ کرد؟ آیا این قانون، ارتباط خود را در عصر حاضر که عصر انتقال به دوران اقتصاد جهانی و دیجیت است. محفوظ می‌دارد؟ دنبال کردن این پرسش‌ها ما را در درجه اول به مباحثات کنگره‌ای و تصمیمات اولیه دادگاهی در تشریح این قانون و سپس به مورد اخیر مایکروسافت در یک قرن بعد می‌رساند. اگرچه در فاصله زمانی میان این تغییرات تاریخی اتفاقات زیادی رخ داد، اما هر دو آن‌ها در دوران تغییرات صنعتی جنجالی در آمریکا اتفاق افتاده‌اند و به همین دلیل از وقایع آموزنده برای اعمال قانون ضد تراست به‌شمار می‌روند.

## مشکل خطوط راه‌آهن
به استثنای چندین مورد، زندگی عادی در نیمه دوم قرن نوزدهم به استثنای چندین مورد فاقد تلفن، چراغ‌های برق و اتومبیل بود و به جای آن به واگن‌ها و درشکه‌هایی که با اسب کشیده می‌شدند، چراغ‌های نفتی و شبکه جدید و به سرعت در حال گسترش راه‌آهن وابسته بود. در واقع، روز کوبیدن «میخ طلایی» برای تکمیل اولین خط راه‌آهن بین قاره‌ای در سال ۱۸۶۹ روز بسیار بزرگی به‌شمار می‌آمد. ایده گسترش یک خط راه‌آهن در سراسر آمریکا باعث ایجاد جرقه‌هایی در تصورات شهروندانی شد که عادت به استفاده از دلیجان برای مسافرت یا سیستم پستی متشکل از گروه‌های اسب سوار به نام پونی اکسپرس داشتند.
خطوط راه‌آهن داخلی سراسری دیگر با اضافه شدن به راه‌های منطقه‌ای و خطوط فرعی باعث ارتباط دورترین نقاط تجاری داخل ایالتی شدند. اما سرعت زیاد ساختن تعداد بی‌شمار خطوط راه‌آهن باعث ایجاد رقابت شدید و در آخر ورشکستگی مسئولان آن‌ها شد. از همه شاخص تر، زمانی بود که خطوط راه‌آهن پاسیفیک شمالی به دلیل قصور در پرداخت بدهی‌های خود به بانک سرمایه‌گذاری باعث تعطیلی آن و وقوع هراس مالی در سال ۱۸۷۳ شد. بازار بورس نیویورک در پاییز آن سال به مدت ۱۰ روز به دلیل هراس از تهدید ایجاد شده برای سقوط بازار سهام تعطیل شد. با گسترش این وضعیت آشفته، در حدود ۹۰ خط راه‌آهن به دلیل کوتاهی در تعهدات مالی خود منجر به تعطیلی تعداد بیشتری از بانک‌ها و سوق دادن اقتصاد به سوی بحران مالی شدند که تا دهه ۱۸۷۰ ادامه یافت.
اما ساختن خطوط راه‌آهن و به تبع آن ایجاد مشکلات جدید هم چنان ادامه یافت. در دهه ۱۸۹۰، میانگین سالانه ۵۰ خط راه‌آهن هم چنان با شکست روبرو می‌شدند. همگان وجود «مشکل راه‌آهن» را تأیید می‌کردند اما هیچ توافقی برای دست یابی به راه حلی قابل قبول وجود نداشت.
کنگره برای حفاظت از فعالیت‌های تجاری کوچک و خطوط راه‌آهن از قیمت گذاری مناسب حمل و نقل کالا توسط خطوط راه‌آهن که ناگزیر به انحصارات صنعتی و دیگر مشتریان قدرتمند واگذار شده بودند، قانون تجارت میان ایالتی سال ۱۸۸۷ را به عنوان راه حل تصویب کرد. این قانون خطوط راه‌آهن را از هر گونه تبعیض در قیمت‌گذاری مانند دریافت هزینه‌های کمتر از مشتریان پر قدرت تر به دلیل درخواست آنان منع می‌کرد. اما این فشار شدید هم چنان ادامه یافت. راه حل خطوط راه‌آهن به درخواست مشتریان خود مشارکت هر دو در کارتل‌ها تعیین‌کننده قیمت بود. با آغاز قرن بیستم جریان سریع تبدیل رقابت به ترکیبی شدن فراتر از خطوط راه‌آهن گسترش یافت. کارتل‌های بزرگ به همراه شرکت‌های الحاقی میان رقبا در حال شکل‌گیری دوباره و تثبیت در کل اقتصاد از تصفیه نفت و تولید فولاد تا کبریت و تولید کاغذ کشی (کرپ) بود.

## پدیدار شدناستاندارد اویل
مشهورترین مثال در رابطه با حسابداری از اوهایوی شمالی به نام جان دی. راکفلر است. با آغاز سال ۱۸۵۹، نفت در اونتاریوی کانادا و پنسیلوانیای غربی کشف شده بود. بیشتر نفت خام این دو منطقه به تصفیه خانه‌هایی در اوهایوی شمالی برای تبدیل شدن به اشکال قابل استفاده نظیر نفت فرستاده می‌شد. راکفلر در کمتر از ۱۵ سال به دلیل کنترل تصفیه خانه‌های نفت اوهایو و کنترل کل این صنعت به وسیله آن‌ها به یکی از تجار بسیار موفق تبدیل شده بود. او از این توان کنترلی خود برای نفوذ بر راه‌آهنی استفاده می‌کرد که به دلیل رقابت شدید و گسترش سریع از نظر مالی بسیار ضعیف شده بود. این شرایط به راکفلر اجازه داد که نه تنها به قیمت‌های کمتری برای انتقال محصولات کمپانی استاندارد اویل خود دست یابد بلکه بخشی از هر یک دلار رقبای خود را که به راه‌آهن پرداخت می‌شد به خود اختصاص دهد. او این پول‌ها را با زور و تهدید خطوط راه‌آهن به بسته شدن فعالیت تجاری آنان به دست می‌آورد، فعالیت تجاری که بسیار چشمگیر بود و بنابراین در صنعتی که منافع حاشیه‌ای بسیار اندک آن باعث وابستگی آنان به حجم انتقالات انجام شده می‌گردید بسیار حیاتی به نظر می‌آمد.
در نتیجه، کمپانی‌های نفتی مستقل از بین رفته و بسیاری از آنان سهام خود را به کمپانی استاندارد اویل فروختند. در سال ۱۸۹۲، دادستان کل اوهایو حکمی برای انحلال کمپانی استاندارد اویل صادر کرد، اما راکفلر با انتقال به نیوجرسی کمپانی خود را به اولین تراست - کمپانی که با در اختیار داشتن عرضه کالای رقبای مستقل پیشین خود آن‌ها را کنترل می‌کند - تبدیل کرد. تراست‌های قدیمی با شرکت‌های دارنده سهام امروزی که سهام اوراق بهادار آن‌ها در تمام صنایع گسترش پیدا کرده و به همین دلیل مشکل انحصار قدرت در بازار خاصی را ایجاد نمی‌کند، تفاوت دارند.
اگرچه، تعداد کمی از کمپانی‌ها شکل «تراست» را اتخاذ کردند، اما این واژه به سرعت به واژه مورد استفاده در بحث‌های عمومی در ارتباط با نقش دولت در زمان چنین تجمع‌های صنعتی تبدیل شد. برخی افراد مجتمع‌های صنعتی در حال افزایش را طبیعی و سودآور می‌دانستند. بارون فولاد، اندرو کارنگی عقیده داشت: «این گرایش مقاومت ناپذیر زورآور برای جدایی سرمایه و افزایش حجم آن… قابل توقف نیست.» حتی لینکلن استفنز روزنامه‌نگار ترقی خواه بیان کرد: «تراست‌ها نتایج طبیعی و حتمی شرایط اقتصادی و اجتماعی ما می‌باشند… و نمی‌توانید آن‌ها را با زور یا به وسیله وضع قوانین متوقف کنید.»
دیگران به این مسئله با دید متفاوتی نگاه می‌کردند. آن‌ها اعتقاد داشتند که تنها اصلاحات قانونی می‌تواند تضمین‌کننده میزان کم رقابت آزاد و توزیع عادلانه ثروت و قدرت میان شرکت‌های کوچک و بزرگ باشد. با افزایش فشار برای اصلاحات، برخی از ایالت‌ها با افزایش شهرت جهانی تراست‌ها اقدامات قانونی را علیه آنان اتخاذ کردند. اما تلاش ترقی خواهان برای از بین بردن تراست‌ها با شکست روبرو شد زیرا تراست‌هایی نظیر استاندارد اویل در آن زمان می‌توانستند به راحتی به ایالت‌هایی با تفکرات اصلاحاتی کمتر و قوانین تجاری مسامحه‌آمیزتر نقل مکان کنند.
با مشخص شدن این مطلب که ایالت‌ها نتوانسته یا نمی‌خواهند رشد انواع مختلف تراست‌ها را محدود کنند، کنگره جلساتی را برای بررسی چگونگی برخورد با این موضوع برگزار کرد. در سال ۱۸۸۸، سناتور جان شرمن از اوهایو، با اعلام لایحه ضد تراست خود اعلام کرد:
افکار عمومی با مشکلاتی که ممکن است باعث از بین بردن نظم اجتماعی شده مغشوش شده‌اند و در میان این مشکلات هیچ‌کدام خطرناک تر از … تجمع سرمایه در مجموعه‌های بزرگ نمی‌باشد… برخورد با این مسئله تنها از عهده کنگره برآمده و اگر ما تمایلی به انجام این کار نداشته باشیم یا نتوانیم آن را اعمال کنیم به زودی برای هر محصولی یک تراست و مهره اصلی برای تعیین قیمت تک تک مایحتاج زندگی به وجود خواهد آمد.
اما هم چنان، افرادی در کنگره حضور داشتند که با سناتور شرمن مخالف بودند. آن‌ها از کارنگی و استفنز و هم چنین راک فلری حمایت می‌کردند که بعدها با گفتن این مطلب: «دیگر برای بحث دربارهٔ مزیت‌های اجتماعات صنعتی دیر شده‌است. آن‌ها به یک ضرورت تبدیل شده‌اند.» در برابر کمیسیون صنعتی آمریکا گواهی دادند.
به‌طور مشخص دو تن از سناتورهای اهل اوهایو، شرمن و راکفلر، با دورنما و تفکر تغییر دادن جریان در حال افزایش تجمعات صنعتی به شدت مخالف بودند. در واقع هر دوی آنان به طرفداری از «رقابت آزاد» سخن می‌گفتند اما رقابت آزاد برای آنان معنای متفاوتی داشت. از نظر سناتور شرمن این مطلب به معنی رقابتی عاری از تسلط قدرت اقتصادی بخش خصوصی بود. این بدان معنی است که بازارهای آزاد نیازمند محدودیت‌هایی بر انحصارات، کارتل هاو دیگر موانع اقتصادی است. راک فلر به رقابت بدون محدودیت‌های دولتی اعتقاد داشت و خواستار آزادی مطلق در قراردادها بود.
بدین ترتیب، در سال ۱۸۹۰، نگرانی‌های اجتماعی در ارتباط با تغییرات صنعتی وسیع، نگرانی‌های اقتصادی در ارتباط با انحصارات و کارتل‌هایی که بازار آزاد را تهدید می‌کرد و نگرانی‌های سیاسی در ارتباط با «آزادی اساسی شهروندان» در کشوری که تراست ممکن بود در آن به قدرت زیادی دست پیدا کند، کنگره را متقاعد به تصویب قانون ضد تراست شرمن کرد.
در سیستم آمریکایی، وضع قوانین معمولاً به معنای آغاز تغییری اجتماعی است. به همین دلیل، قوانین و سیاست‌ها توسط دادگاه‌ها اعمال و تفسیر می‌شوند جایی که اختلاف عمیق میان شرمن و راک فلر، دو سناتور اهل اوهایو در آن به مدت چندین دهه ادامه یافت.

## حمایت دیوان عالی از قانون جدید
دو مورد مشهور ضد تراست در رابطه با خطوط راه‌آهن خیلی زود به دیوان عالی رسید که اولین آن در سال ۱۸۹۶ بود.. در پرونده آمریکا علیه مجمع حمل و نقل میسوری، دادستان کل از یک کارتل راه‌آهن شکایت کرد که ۱۸ عضو آن ادعا می‌کردند تنها به دنبال تعیین قیمتی مناسب برای از بین بردن رقابت ناسالم بودند. اگرچه این ادعای آن‌ها دادگاه‌های سطوح پایین‌تر را متقاعد کرد، دیوان عالی کارتل را غیرقانونی دانسته و اعلام کرد که تنها فرایندهای رقابتی قادر به تعیین قیمت مناسب می‌باشند. اکثریت دیوان عالی هم چنین اعتقاد داشتند که چنین تجمع سرمایه‌ای تهدیدی برای خروج سرمایه داران کوچک و کسانی که زندگی آن‌ها از این طریق می‌گذرد از فعالیت‌های تجاری به‌شمار می‌رود." چندین سال بعد، اعضای دیوان عالی با صراحت بیشتری اعتبار قانون ضد تراست شرمن را به تأیید دوباره رسانده و متفقاً اعلام کردند که تمامی کارتل‌های تعیین‌کننده قیمت غیرقانونی می‌باشند:
شکی نباید داشته باشیم که کارتل‌ها هر چقدر قیمت‌های مناسبی را تعیین کنند، هر چقدر رقابت‌های سختی پیش رو داشته باشند و هر چقدر بر اهمیت جلوگیری از انجام فعالیت‌های مالی جنون‌آمیز به دلیل رقابت ناسالم تأکید کنند، هم چنان ممنوع می‌باشند .. زیرا باعث محروم شدن مردم از مزیت‌های رقابت آزاد می‌شوند.
با اعلام علنی غیرقانونی بودن کارتل‌های تثبیت‌کننده قیمت، صاحبان خطوط راه‌آهن به ادغام شدن به عنوان راهی برای از بین بردن رقابت میان خود روی آوردند. در نتیجه، دومین پرونده مهم برای آزمودن این قانون برای انحلال تراست نورترن سکیوریتیز که نتیجه ادغامی توسط سرمایه‌داری به نام جی.پی. مورگان بود به دادستان کل ارائه شد. گروه مورگان خطوط راه‌آهن نورترن پاسیفیک را کنترل می‌کرد که با ۹۰۰۰ مایل ریل راه‌آهن موازی با یونیون پاسیفیک در رقابت بود که راک فلر یکی از صاحبان آن به‌شمار می‌آمد. مورگان برای خاتمه بخشیدن به رقابت سخت میان دو خط راه‌آهن، هر دو گروه را به ادغام و تبادل سهام خطوط راه‌آهن خود به عنوان اوراق امانی متقاعد کرد. دولت فدرال از این پرونده برای انحلال تراست استفاده کرد.
در سال ۱۹۰۴، اکثریت دیوان عالی اقدام دولت برای انحلال تراست راه‌آهن را تأیید کردند. ۴ قاضی از ۹ قاضی با این موضوع مخالفت کرده و اعتقاد داشتند که ادغام شدن همانند تمامی قراردادهای تجاری صرف فروش دارایی به‌شمار می‌رود. رقابت آزاد برای آنان به معنی حق فروش یا تبادل دارایی‌های یک شخص بی دخالت دولت و بدون توجه به تأثیرات واقعی آن بر بازار می‌باشد. هرچند، اکثریت دیوان عالی بر این امر اصرار داشتند که رقابت آزاد نیازمند توجه به تأثیرات آن بر بازار است. در آخر تصمیم سرنوشت ساز ممنوعیت ادغام تراست‌ها توسط قانون ضد تراست به دلیل این که تراست‌های حاصله باعث از بین بردن رقابت میان صاحبان خطوط آهن و ایجاد انحصار می‌شدند، گرفته شد. دادگاه چنین اعلام کرد:
ماهیت صرف چنین تجمعات و قدرت حاصله توسط شرکت دارنده سهام به عنوان متولی، خطر و محدودیتی برای آزادی تجارتی می‌شود که کنگره قصد تأیید و حمایت از آن را داشته ومردم نیز مسئولیت حفاظت از آن را بر عهده دارند. اگر چنین تجمعاتی از بین برده نشود، تمام مزیت‌هایی که طبیعتاً تحت اجرای قوانین کلی رقابت به مردم می‌رسد… از بین خواهد رفت.
حتی با اجرای قانون شرمن در صنعت راه‌آهن، تراست استاندارد اویل راک فلر هم چنان به دنبال تجاوز بی‌وقفه صنعت نفت بود. رؤیای وی برای یک شبکه تولید و توزیع محصولات نفتی کارآمد و متحد شامل برنامه‌ای منظم از تهدید ات مختلف بود که برای رقبا انتخابی جز فروش سهام خود با قیمت بسیار پایین را باقی نمی‌گذاشت.
اما در سال ۱۹۰۲، پرزیدنت تدی روزولت دست به اقدامی زد که ممکن بود او را به عنوان "از بین برنده تراست" مطرح کند: دادستان کل آمریکا بر اساس دستور او پرونده‌ای را برای تجزیه استاندارد اویل ارائه کرد که رفتار غرض ورزانه اش نماد مشکل کلی تراست در کشور بود. رسیدگی به پرونده‌های دیوان عالی معمولاً مدت زمان زیادی به طول می‌انجامد اما در سال ۱۹۱۱، دیوان عالی سرانجام اعلام کرد که تراست استاندارد اویل به صورت غیرقانونی صنعت نفت را به انحصار خود درآورده‌است. هرچند موفقیت آن به صورت کامل به دست نیامده بود. نتیجه حاصله حکمی برای انحلال استاندارد اویل به ۳۳ کمپانی مجزا به نام "بیبی استانداردز " بود.
قانون ضد تراست موفقیتی چشمگیر داشت یا این گونه به نظر می‌آمد. کارتل‌های تثبیت قیمت در مسیر خود متوقف شدند و تراست‌های معروف نورترن سکیوریتیز و استاندارد اویل دیگر وجود نداشتند. واشینگتن پست در ۱۸ می سال ۱۹۱۱ اعلام کرد که تصمیم دیوان عالی کمپانی خودمختار استاندارد اویل را به عنوان یک شرکت مجرم منحل کرده … انسان‌های درستکار از جریمه‌ها و اخطارها به امنیت دست می‌یابند در حالی که افراد نادرست به آن‌ها به عنوان شکلی از تنبیه می‌نگرند… این حکم به کشور تضمین اجرای عدالت و پیشرفت در زمینه صنایع را اعطا کرده‌است.
اما در دورنما، این موفقیت زیاد مشخص نبود. در ابتدا، تجزیه کمپانی استاندارد اویل به سهام داران اجازه حفظ مالکیت و کنترل ۳۳ کمپانی بیبی استانداردز را داد. در نتیجه آن‌ها دیگر به جز از نظر اسم، کمپانی‌های مستقلی به‌شمار نمی‌آمدند. به علاوه، در جلسات کنگره در چندین سال بعد، شواهد نشان دهنده افزایش سهام آنان بود، که این بدان معناست که این جدایی نه تنها قدرت اقتصادی آنان را کاهش نداده بلکه آن‌ها به ساختار مکتوب خود نیز دست یافته بودند. اما افراد دیگری نیز بودند که به جای اشاره به بیرحمی راک فلر به موفقیت او در ایجاد یک شبکه توزیع کارآمد و به سودرسانی او به مشتریان از طریق کاهش قیمت محصولات نفتی در آن سال‌ها اشاره می‌کردند. اما در آخر این مسئله موضوع رقابت سالم بود و نه رقابت به هر وسیله ممکن. در واقع، داگلاس سی نورت برنده جایزه نوبل به تازگی نوشته‌است که موفقیت بازار آزاد اقتصادی به این باور بستگی دارد که مشارکت کنندگان همگی از فرصت برابر برای موفقیت بهره‌مند باشند.

## قانون ضد تراست و عصر مدرن
منتقدان اخیر قانون ضد تراست به ۵ جریان ادغامی اشاره می‌کنند که اولین آن‌ها در اواخر قرن نوزدهم رخ داد. به‌طور مثال، شرکت جنرال موتورز و کمپانی‌های منسوخ شده «ای تی اند تی» و یو اس استیل نتیجه ادغامی بودند که صنایع اتومبیل سازی، مخابرات و فولاد را برای بخش اعظم قرن بیستم تثبیت کردند. از دیدگاه منتقدان، قانون ضد تراست، علی‌رغم تصویب دیوان عالی ،نتوانست جریان تجمع صنایع و به همراه آن تثبیت فزاینده قدرت اقتصادی و سیاسی که در ابتدا باعث ترغیب کنگره به اقدام در سال ۱۸۹۰ شده بود، را تغییر دهد. اما هم چنان در دهه ۱۹۷۰، با وجود اختیارات فراوان و اعتبار شرکت‌ها در نزد مردم وزارت دادگستری و کمیسیون تجارت فدرال در هر دو دولت جمهوری‌خواه و دموکرات وظیفه قانونی خود را برای بازبینی تمامی شرکت‌های ادغامی بزرگ پذیرفته و اغلب بر تغییرات برای کاهش تأثیرات ضد رقابتی تأکید می‌کردند. در حقیقت، انحصار خدمات تلفنی توسط ای تی اند تی در زمان دوره اول ریاست جمهوری رونالد ریگان شکسته شد.
اما هم چنان نادیده گرفتن این حقیقیت که حتی پس از گذشت یک قرن از فعالیت‌های مبارزه با تراست، شرکت‌های ادغام شده حقوقی صنعت نفت را به صورت بخشی خصوصی که توسط چندین شرکت چند ملیتی بزرگ اداره می‌شود، تبدیل کرده‌اند آسان نیست. به علاوه، زمان عوض شده‌است و خیلی‌ها ممکن است به این موضوع اشاره کنند که: رقابت جهانی تنش میان منافع شرکت‌های بزرگ و ضررهای تجمیع صنایع را کاهش می‌دهد. دیگران بر این عقیده‌اند که تنش‌ها نه تنها کمتر نشده‌اند بلکه همانگونه که مناقشات ایجاد شده توسط تصمیمات سازمان تجارت جهانی و گروه‌های مشابه گواهند، این تنش‌ها از سطح داخلی به سطح بین‌المللی تغییر پیدا کرده‌اند.
با این حال به دلیل خدمات سناتور شرمن، تعهد به ممنوعیت تثبیت قیمت قاطعانه بر جای خود باقی مانده‌است: به‌طور مثال در سال ۱۹۹۹، دولت فدرال پرونده خود علیه کارتل بین‌المللی ویتامین را زمانی که اعضای آن به جریمه‌ای در حدود ۱ میلیارد دلارو حبس مدیران شرکتی درگیر رضایت دادند، مختومه اعلام کرد. به عنوان یک موضوع همگانی، اتفاق نظری بین‌المللی در رابطه با مجرمان اقتصادی کارتل‌های تثبیت قیمت به عنوان موانع توجیه ناپذیر رقابت وجود دارد. بیش از ۱۰۰ کشوراز اتحادیه اروپا و اعضای آن تا ژاپن و زامبیا قوانین رقابتی همانند قانون ضد تراست شرمن را به تصویب رسانده‌اند.
در آمریکا، لایحه ضد تراست تعهدی دراز مدت را برای باز کردن بازارهای این کشور به روی تکنولوژی و گروه‌های جدید اظهار و شدت بخشیده‌است. دیگر عده‌ای تجار ثروتمند همانند راک فلر و کارنگی، وندربیلت و دوپونت ، شرکت‌های تجاری و فرصت‌های اقتصادی را به تسلط خود در نیاورده و کنترل نخواهند کرد. با به جلو رفتن قرن بیستم، انرژی‌های مبتکرانه سرشار در هسته اقتصادی آمریکا رها شده تا مراکز خلاقیتی و فعالیت‌های کارآفرینی جدیدی را در هالیوود، خیابان مادیسون یا در سرتاسر اینترنت از سیلیکون ولی در کالیفرنیا گرفته تا شرکت‌های همکار آنان در اطراف آستین و بوستون ایجاد کنند.

## پرونده مایکروسافت
مناظره تجمیع در برابر رقابت همچنان ادامه دارد حتی اگر شکل جدیدی به خود گرفته باشد. جای تعجب ندارد که حتی در زمان خود ما، تغییرات چشمگیر اقتصادی و تکنولوژیکی باعث ایجاد دومین پرونده عظیم انحصار شده‌است: از سال ۱۹۹۹، شرکت مایکروسافت، تولیدکننده نرم‌افزار، توسط دولت فدرال آمریکا و بیست ایالت و اتحادیه اروپا و تعدادی از شاکیان خصوصی تحت بررسی قرار گرفته و از آن شکایت شده‌است. قانون ضد تراست، یکی از قوانین قرن نوزدهم، به ویژه در مرکز پرونده‌های آمریکایی برای کاهش جریان غیرقانونی و ضد رقابتی مایکروسافت در صنایع تکنولوژیکی برتر در راس قرن بیست و یکم بود.
بیل گیتس و پال آلن مایکروسافت را در دهه ۱۹۷۰ تأسیس کردند. آلن زمانی که گیتس تصویری از شور و اشتیاق جوانی و ابتکارات نخبه را در سر می‌پروراند کمپانی را ترک کرد. اما در پشت وجهه اجتماعی گیتس استراتژیستی قرار داشت که برخی، تاکتیک‌های رقابتی او را مشابه جان دی راک فلر دانسته‌اند. مایکروسافت ویندوز مسلماً سیستم اپراتور غالب برای کامپیوترهای شخصی می‌باشد همانگونه که استاندارد اویل، نظام توزیع غالب در صنعت نفت به‌شمار می‌آمد. در پرونده دولت آمریکا علیه مایکروسافت، دادگاه منطقه‌ای آمریکا در واشینگتن دی سی، به این موضوع پی برد که مایکروسافت سلطه خود را با تهدید کمپانی‌های کامپیوتری قدرتمندی همانند اینتل و آی.بی. ام و کمپانی‌های ضعیف تری مانند اپل به پنهان کردن محصولات مصرفی که پتانسیل چالش برنامه ویندوز مایکروسافت را داشته‌اند حفظ کرده‌است.
دادگاه‌های مختلفی در نهایت به این موضوع پی بردند که مایکروسافت به صورت غیرقانونی بازار اصلی سیستم‌های اپراتور پی سی را به انحصار خود درآورده‌است. هرچند مایکروسافت بر خلاف استاندارد اویل تجزیه نشد. بلکه دستور داده شد تا قیمت‌ها و سیاست‌های دسترسی به محصولات تبعیض‌آمیز خود را متوقف کرده و اطلاعات اساسی در مورد سیستم‌های اپراتور کامپیوتر را که برای رقابت کارآمدتر و آزادانه تر رقبا در بازار نرم‌افزارهای کاربردی پلتفرم ویندوز مورد نیا ز بود در اختیار آنان قراردهند.
در مورد پرونده اتحادیه اروپا، کمیسیون محدودیت‌های مشابهی را به همراه جریمه ۴۹۷٫۲ میلیون یورو وضع کرد. مایکروسافت پرونده‌های فراوانی را در سراسر جهان چه به صورت علنی و چه به صورت غیر علنی با هزینه‌ای بالغ بر میلیون‌ها دلار مرتفع کرده‌است.
در نتیجه آن، ویژگی‌های صنعت تکنولوژی اطلاعات تغییر پیدا کرده‌است. کمپانی‌ها شروع به انجام تحقیقات بیشترو آزادانه تری کرده‌اند که اساساً با تکنولوژی مایکروسافت رقابت می‌کند. در واقع مایکروسافت شیوه جدیدی از حق ثبت چند-امتیازی را آغاز کرده‌است که جدایی ریشه‌ای از تاریخچه رقابت شدید مایکروسافت می‌باشد. اگرچه هنوز برای ارزیابی تأثیرات نهایی تغییر شیوه مایکروسافت به سمت همکاری زود می‌باشد ولی موضوع مشخص این است که قانون ضد تراست شرمن مناسبت قانونی خود را حفظ کرده‌است و نقشی اساسی در تنظیم تجارت عصر اطلاعات بر عهده دارد.
آیا قانون ضد تراست در طول قرن گذشته تفاوتی در آمریکا ایجاد کرده‌است؟ پاسخ با توجه به کارتل‌های علنی تثبیت قیمت و نمونه‌های آشکار انحصارات تجاری مطمئناً مثبت می‌باشد. اما تأثیر آن بر شرکت‌های ادغامی و دیگر دستاوردهای تجاری و در نتیجه بر تجمیع صنایع آنچنان آشکار نمی‌باشد. از یک طرف، شواهدی وجود دارد مبنی بر این که شرکت‌های ادغامی در طول قرن به شدت افزایش یافته‌اند و اغلب در تولید بازدهی متعهد شده توسط این شرکتها، با شکست روبرو شده‌اند. از طرف دیگر، جهانی سازی و نظارت فدرال به دلیل فعالیت‌های سناتور شرمن، تأثیرات غیر رقابتی آنان را به میزان معتنابهی کاهش داده‌است. در کشوری که به دلیل ویژگی‌های رقابت آزادش شناخته می‌شود قانون شرمن اغلب به صورت موفقیت‌آمیزی میان دو پیامد تقریباً متناقض میانجی گری کرده‌است: تعهدی برای رقابت بدون نظارت به وسیله مقررات سخت گیرانه دولتی و آزادی از تسلط بازار به وسیله شرکت‌های خصوصی قدرتمند.
تجارت ادامه پیدا خواهد کرد اما در جهانی که پیوسته در حال تغییر است. زندگی روزمره امروزه شامل خدمات جهانی تلفن، ماهواره و تلویزیون‌ها و رادیوهای کابلی می‌باشد. تحقیقات پزشکی درهای جدیدی را به روی بهداشت و افزایش طول عمر گشوده‌اند. اینترنت دسترسی سریعی را به کالاهای اقتصادی مهیا کرده و به عنوان رسانه‌ای برای بیان دیدگاه‌های سیاسی و ارتباطات داخلی سریع به کار می‌رود. با شروع قرن بیست و یکم قانون شرمن با چالش فزاینده تنش‌های میانجیگرانه میان سیاست‌های رقابتی و انحصارات قانونی اعطا شده توسط حق ثبت و حفاظت از کپی رایت روبرو خواهد بود که ظاهراً مهم‌ترین اشکال ثروت در جامعه اطلاعاتی در حال شکل گرفتن خواهند بود.
رودلف جی.آر. پریتز استاد حقوق و سرپرست پروژه آی پراگرس در دانشکده حقوق نیویورک می‌باشد. او واحدهایی را در رابطه با قانون ضد تراست، قانون مالکیت معنوی، قوانین اینترنتی و علم حقوق تدریس می‌کند. پریتز پیش از وارد شدن به رشته حقوق، مهندس نرم‌افزار و برنامه‌ریز سیستم‌های کامپیوتری بزرگ بود. او استاد مهمان در دانشگاه لیوس در رم/ ایتالیا و دانشگاه اسکس انگلیس می‌باشد و دو کتاب و مقالات زیادی در زمینه قوانین رقابت، حقوق مالکیت معنوی و قوانین اینترنت نوشته‌است. پریتز هم‌اکنون روی پروژه‌ای به نام «اقتصاد سیاسی پیشرفت» مشغول به کار است. کتاب «سیاست رقابتی در آمریکا» ی پروفسور پریتز که توسط انتشارات دانشگاه آکسفورد منتشر شده‌است اثر برجسته‌ای در این زمینه به‌شمار می‌رود.